# Pistol Carpați Md. 1974
La Pistol Calibrul 7,65 mm Model 1974, también conocida como Pistolul Carpați, es una serie de pistolas semiautomáticas diseñadas y fabricadas por la Fabrica de Arme Cugir de Rumania. Fue inicialmente introducida como arma principal para las unidades equipadas con subfusiles del Ejército Rumano, y actualmente es utilizada como arma de autodefensa en la Policía de Rumania.

## Diseño
La Pistol Carpați Md. 1974 fue diseñada por Întreprinderea Mecanică Cugir, actualmente Fabrica de Arme Cugir. Su construcción es similar a la de la pistola Walther PP/PPK, pero no es una copia directa.
El armazón es de duraluminio. Funciona como una pistola de doble acción en el primer disparo y como una de acción simple en los subsiguientes. Los cartuchos son alimentados desde un cargador de 8 cartuchos. El ánima del cañón tiene cuatro estrías y está cubierta con una delgada capa de cromo.

## Usuarios
Una las armas estándar de la Policía Rumana, la Pistol Carpați Md. 1974 está siendo reemplaza en servicio por la pistola semiautomática Glock 17 y sirve sólo como arma de defensa personal. El Ejército Rumano tiene lotes de esta pistola, pero ya no es suministrada a los soldados. 